# Skilanglauf-South-America-Cup 2023
Der Skilanglauf-South-America-Cup 2023 war eine von der FIS organisierte Wettkampfserie, die zum Unterbau des Skilanglauf-Weltcups 2023/24 gehörte. Sie begann am 7. September 2023 in Cerro Catedral und endete am 24. September 2023 im Skigebiet Corralco. Es fanden insgesamt vier Rennen an zwei Orten statt. Die Gesamtwertung der Männer gewann Franco Dal Farra und bei den Frauen war Nahiara Díaz erfolgreich.

## Männer

### Resultate
| Datum              | Austragungsort | Disziplin        | Sieger           | Zweiter             | Dritter                         |
| ------------------ | -------------- | ---------------- | ---------------- | ------------------- | ------------------------------- |
| 7. September 2023  | Cerro Catedral | 10 km Freistil   | Franco Dal Farra | Javier Giménez      | Mateo Lorenzo Sauma             |
| 8. September 2023  | Cerro Catedral | Sprint klassisch | Franco Dal Farra | Mateo Lorenzo Sauma | Martín Flores                   |
| 23. September 2023 | Corralco       | 10 km Freistil   | Franco Dal Farra | Mateo Lorenzo Sauma | Yonathan Jesús Fernández García |
| 24. September 2023 | Corralco       | Sprint Freistil  | Franco Dal Farra | Mateo Lorenzo Sauma | Yonathan Jesús Fernández García |

### Gesamtwertung Männer
| Endstand (Top 10) |                                 |        |
| \| Rang \| Name \| Punkte \| \| ---- \| ------------------------------- \| ------ \| \| 1. \| Franco Dal Farra \| 400 \| \| 2. \| Mateo Lorenzo Sauma \| 300 \| \| 3. \| Nahuel Exequiel Torres \| 185 \| \| 4. \| Martín Flores \| 177 \| \| 5. \| Justo Pastor Estévez \| 172 \| \| 6. \| Javier Giménez \| 130 \| \| 7. \| Yonathan Jesús Fernández García \| 120 \| \| 8. \| Cristóbal Ríos \| 110 \| \| 9. \| Juan Luis Uberuaga \| 109 \| \| 10. \| Ignacio Ríos \| 76 \| |                                 |        |
| Rang | Name                            | Punkte |
| 1. | Franco Dal Farra                | 400    |
| 2. | Mateo Lorenzo Sauma             | 300    |
| 3. | Nahuel Exequiel Torres          | 185    |
| 4. | Martín Flores                   | 177    |
| 5. | Justo Pastor Estévez            | 172    |
| 6. | Javier Giménez                  | 130    |
| 7. | Yonathan Jesús Fernández García | 120    |
| 8. | Cristóbal Ríos                  | 110    |
| 9. | Juan Luis Uberuaga              | 109    |
| 10. | Ignacio Ríos                    | 76     |

## Frauen

### Resultate
| Datum              | Austragungsort | Disziplin        | Sieger       | Zweiter                     | Dritter                     |
| ------------------ | -------------- | ---------------- | ------------ | --------------------------- | --------------------------- |
| 7. September 2023  | Cerro Catedral | 5 km Freistil    | Nahiara Díaz | Cecilia Domínguez           | Agustina Groetzner          |
| 8. September 2023  | Cerro Catedral | Sprint klassisch | Nahiara Díaz | Maira Sofía Fernández Righi | Agustina Groetzner          |
| 23. September 2023 | Corralco       | 7,5 km Freistil  | Nahiara Díaz | Cecilia Domínguez           | Agustina Groetzner          |
| 24. September 2023 | Corralco       | Sprint Freistil  | Nahiara Díaz | Agustina Groetzner          | Maira Sofía Fernández Righi |

### Gesamtwertung Frauen
| Endstand (Top 10) |                             |        |
| \| Rang \| Name \| Punkte \| \| ---- \| --------------------------- \| ------ \| \| 1. \| Nahiara Díaz \| 400 \| \| 2. \| Agustina Groetzner \| 260 \| \| 3. \| Maira Sofía Fernández Righi \| 240 \| \| 4. \| Martina Flores \| 180 \| \| 5. \| Cecilia Domínguez \| 160 \| \| 6. \| Paloma Angelino Saquero \| 90 \| \| 7. \| Zoe Ojeda Hidalgo \| 77 \| \| 7. \| Millaray Antonia Sandoval \| 77 \| \| 9. \| Victoria Richter Baratcabal \| 72 \| \| 10. \| Natalia Ayala \| 29 \| |                             |        |
| Rang | Name                        | Punkte |
| 1. | Nahiara Díaz                | 400    |
| 2. | Agustina Groetzner          | 260    |
| 3. | Maira Sofía Fernández Righi | 240    |
| 4. | Martina Flores              | 180    |
| 5. | Cecilia Domínguez           | 160    |
| 6. | Paloma Angelino Saquero     | 90     |
| 7. | Zoe Ojeda Hidalgo           | 77     |
| 7. | Millaray Antonia Sandoval   | 77     |
| 9. | Victoria Richter Baratcabal | 72     |
| 10. | Natalia Ayala               | 29     |